# 若い明日/貴様と俺
「若い明日／貴様と俺」（わかいあした／きさまとおれ）は、日本の歌手である布施明が、1965年に発売した3枚目のシングル・レコード。

## 解説
表題曲2作共に、日本テレビ放送網の日曜夜20時枠にて放映された青春ドラマ『青春とはなんだ』（制作：東宝、テアトル・プロ）の主題歌および挿入歌として制作された。
両曲とも布施明が伸びやかな声で青春の煌めきを歌うのが印象的な曲である。
「貴様と俺」は、『青春とはなんだ』の劇中にて、生徒たちを応援する場面でたびたび夏木陽介や藤山陽子、岡田可愛などの出演者によって歌われ、それ以後『われら青春!』（1974年）まで放映された日本テレビの日8枠青春ドラマシリーズにおいても劇中で出演者によってたびたび歌われる曲として、云わばシリーズテーマソングの趣が強い曲でもある。

## 収録曲
作詞：岩谷時子　作曲・編曲：いずみたく
SIDE A
1. 若い明日

SIDE B
1. 貴様と俺